# Пападопулова къща (Невеска)
Вижте пояснителната страница за други значения на Пападопулова къща.
Пападопуловата къща (на гръцки: Οικία Παπαδόπουλου) е къща в леринското влашко село Невеска (Нимфео), Гърция.
Къщата е собственост на Димитриос Пападопулу. Сградата е с традиционна архитектура. Построена е в края на XIX век и има забележителни стенописи и дърворезбовани елементи.
В 1992 година къщата е обявена за паметник на културата.